# Música de la Región de Murcia
La música tradicional de la Región de Murcia destaca por poseer diversas manifestaciones que le son propias, entre las que destacan el canto de los auroros, trovo, fandango murciano, malagueñas, Jota murciana, parrandas, aguilandos, etc. La agrupación musical tradicional característica de Murcia es la cuadrilla. Esta región también cuenta con una gran tradición de bandas de música. 

## Manifestaciones folclóricas

### Canto de los auroros

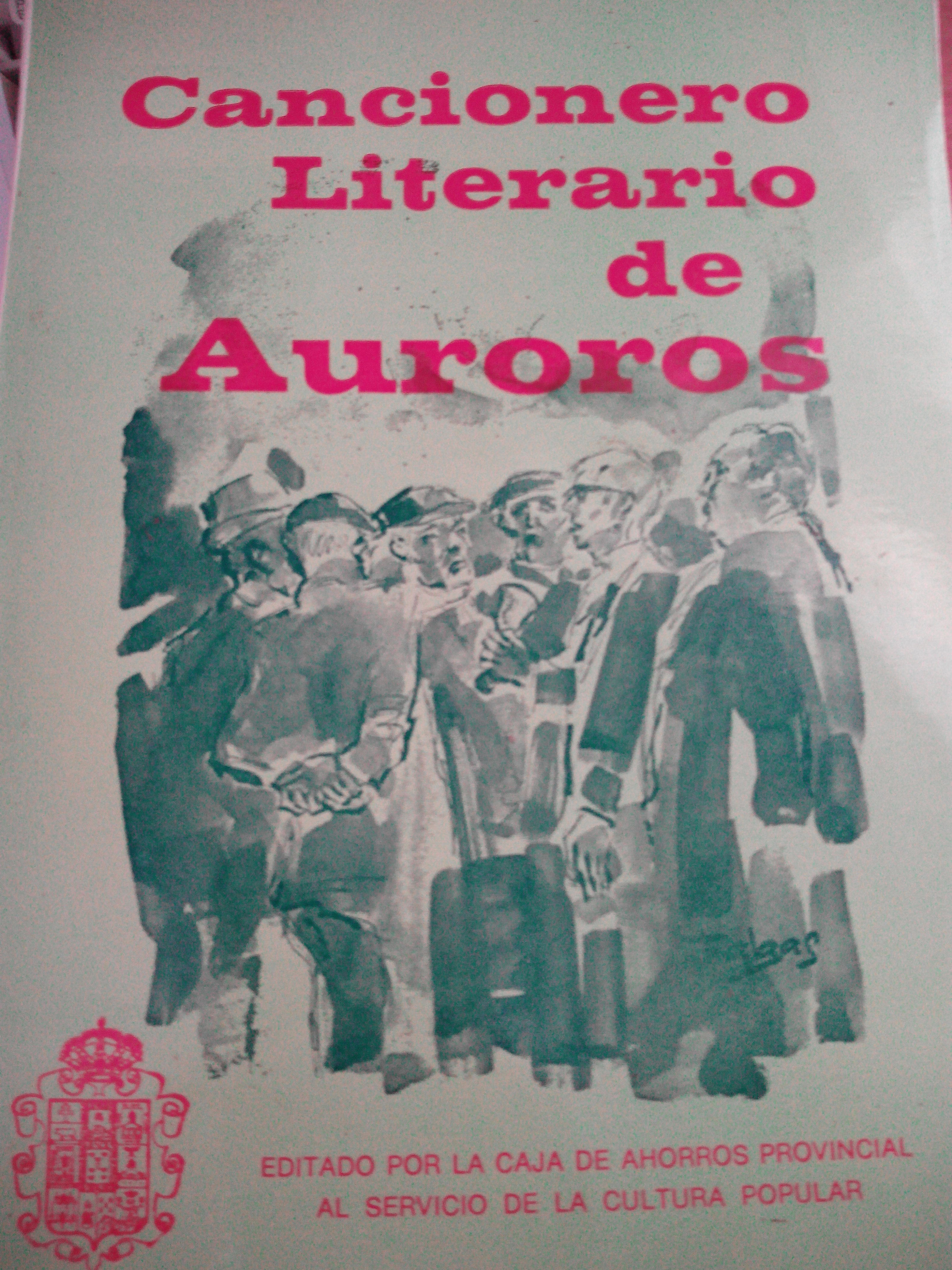
Cancionero de Auroros

El canto de los auroros es un cántico polifónico a capela de carácter religioso y de origen incierto que es interpretado por cuadrillas masculinas, que en ocasiones se acompañan por campanas. Se conservan cantos de este tipo en diversas poblaciones de la Huerta de Murcia, así como en Lorca, Bullas, Abanilla, Yecla y algunas localidades de la Vega Baja. 

### Trovo
El trovo es otra de las manifestaciones más importantes del folclore musical y poético. La tradición de trovo murciano había tomado carácter propio a partir de 1880, saliendo de las minas y tabernas en lo social, y sustituyendo la quintilla tradicional de esta poesía por otro tipo de estrofas literarias, la décima y la glosa.

### Otras manifestaciones
También destacan otras variedades musicales de carácter más festivo como fandangos, malagueñas, jotas, parrandas, aguilandos, etc. El fandango murciano es una célebre variedad de fandango, emparentado con el andaluz y la herencia cultural mozárabe.

## Intérpretes

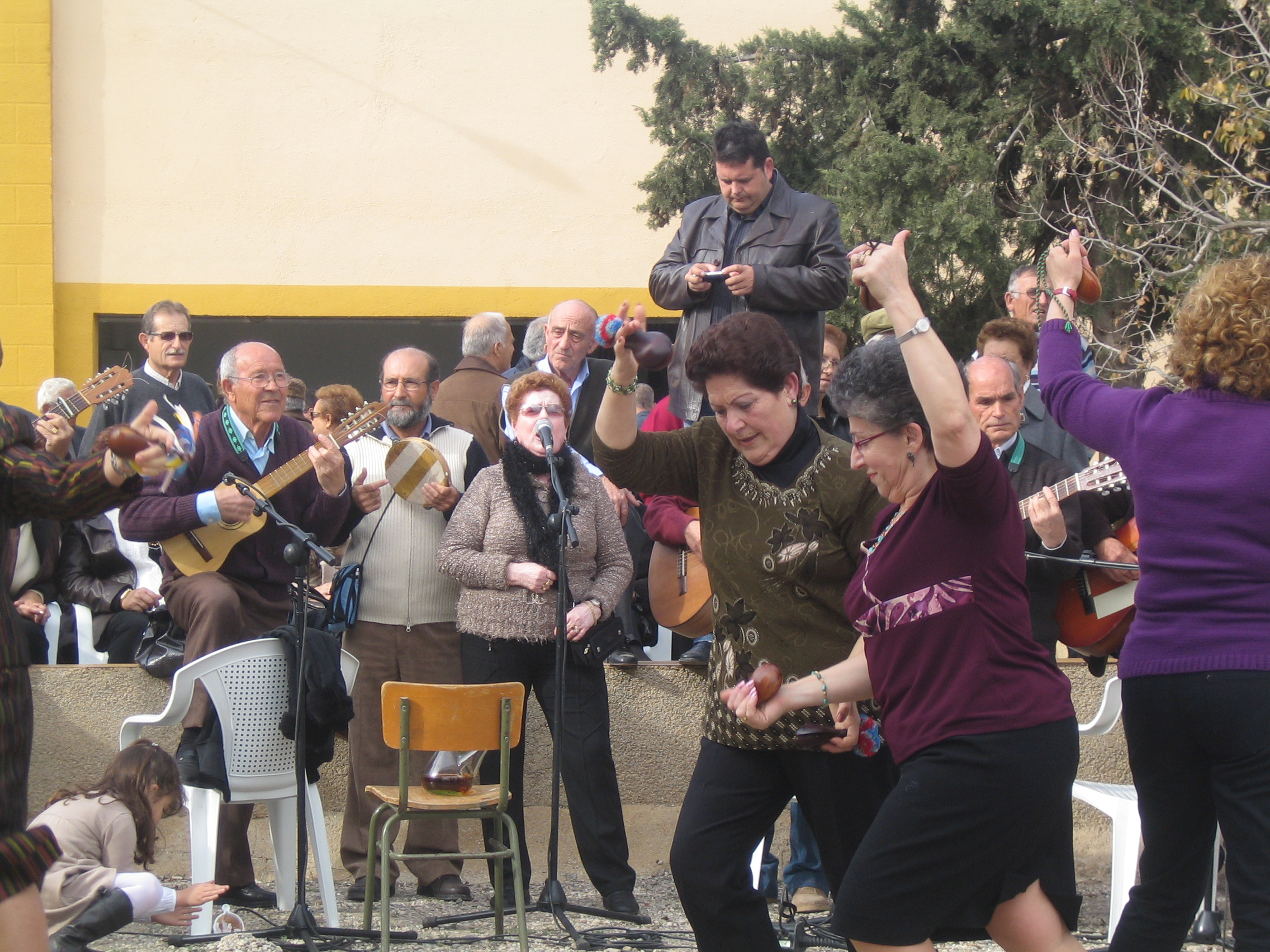
Músicos y bailaoras espontáneas de la cuadrilla de la Zarzadilla de Totana, durante el Encuentro de Aguaderas de 2008.

### Cuadrillas
La cuadrilla de ánimas es la agrupación musical típica del Sureste español, incluyendo Murcia y comarcas limítrofes. La cuadrilla interpreta cantando, tocando y a veces también bailando las piezas tradicionales en festividades especiales, especialmente en la Pascua. 
Muchos de estos cantos y bailes también son interpretados por grupos de coros y danzas, que añaden en sus actuaciones el atuendo tradicional de la zona. En el área de la Huerta del Segura reciben la denominación de Peñas Huertanas.

### Bandas
Otra manifestación musical íntimamente ligada a Murcia y a todo levante es la que protagonizan sus bandas de música: grupos uniformados al amparo de un municipio o de una entidad sociocultural privada, llenan la geografía regional de pasodobles, marchas procesionales y un sinfín de composiciones musicales de gran calado popular. Existen en la región bandas centenarias, como la de Beniaján o Águilas, agrupaciones veteranas y señeras precursoras de todas las que se han ido creando en cada pueblo de la provincia hasta nuestros días.

## Instrumentos
Uno de los instrumentos característicos de esta zona es la dulzaina, un instrumento que en la región adopta el nombre de "pita". El tocador, conocido como "el tío de la pita", lo hace habitualmente acompañado de otra persona que sigue el ritmo de la música con redobles de tambor o caja. Es propio de fiestas y manifestaciones populares, especialmente en desfiles y pasacalles de convocatoria.

## Compositores
La Región de Murcia disfruta de un gran número de compositores de reconocido talento y relevancia. Destaca el reciente hallazgo de un ilustre músico sin precedentes, Juan Oliver y Astorga, nacido en Yecla (1733- Madrid 1830) y que según las investigaciones llevadas a cabo por Alejandro Massó fue un virtuoso violinista y compositor en las Cortes de Nápoles, Alemania, Inglaterra y España, de una calidad compositiva extraordinaria. También destacan otros compositores como Sebastian Raval, Bartolomé Pérez Casas, el zarzuelista Manuel Fernández Caballero o el virtuoso guitarrista Narciso Yepes.
Más recientemente han sobresalido compositores como el jumillano Julián Santos, así como el también jumillano Roque Baños, que fue recientemente premiado con el Goya a la mejor banda sonora por la película Las 13 rosas. 